# بيل جونز (لاعب كرة قاعدة)
بيل جونز (بالإنجليزية: Bill Jones)‏ هو لاعب كرة قاعدة أمريكي، ولد في 8 أبريل 1887 في Hartland, New Brunswick ‏ في كندا، وتوفي في 10 أكتوبر 1946 في بوسطن في الولايات المتحدة.

## وصلات خارجية
- بيل جونز على موقعبيزبول رفرنس.كوم (الدوري الرئيسي) (الإنجليزية)
- بيل جونز على موقعبيزبول رفرنس.كوم (الدوري الثانوي) (الإنجليزية)